# 黒井城
黒井城（くろいじょう）は、丹波国氷上郡（現在の兵庫県丹波市）にあった日本の城。別名を保月城（ほげつじょう）、保築城（ほづきじょう）ともいう。国の史跡。

## 概要
丹波市春日町黒井地域の北にそびえる城山（標高356m）に位置する。猪ノ口山の三方尾根伝いに曲輪群を配置し全山を要塞化している。建武年間に赤松貞範が築城。戦国時代には赤井直正の居城となる。天正7年（1579年）、赤井直義の時、明智光秀に攻められ落城。斎藤利三が城主となり、今日の規模にまで改修した。山崎の戦いの後、堀尾吉晴が入城。関ヶ原の戦いの後、川勝秀氏が城主となるがその後廃城となった。約250年間存続した。
指定・選定
- 1989年（平成元年）8月11日、国指定文化財（史跡）に指定された[1][3]。
- 2017年（平成29年）4月6日、続日本100名城（163番）に選定された[4]。

## 沿革

### 赤松時代
『嘉吉記』によると、足利尊氏に従軍し、新田義貞軍と戦った功績により建武2年（1335年）12月12日丹波国春日部を赤松貞範に所領され、この時に築城が始まったと思われているが、これに対して猪ノ口山にはまだ築城されていなかったという意見もある。軍事的な緊張があって初めて城が築かれるので、戦闘が終息する時期に築城するのはおかしいというのがその理由である。
その後、赤松五代、約120年間この地を統治していたようである。
| 一代     | 二代     | 三代     | 四代     | 五代     |
| -------- | -------- | -------- | -------- | -------- |
| 赤松貞範 | 赤松顕則 | 赤松満則 | 赤松貞村 | 赤松教貞 |

もっとも赤松氏が春日部領を直接統治していたわけではなく、代官を代々配置し、遠隔統治していたのではないかと思われている。

### 荻野、赤井時代
その後の経緯については、現在史料が確認されていないので詳しくは解らないが、赤松氏に代わり荻野氏が春日部領を次第に納めていったのではないかと考えられている。大永6年（1526年）11月の八上・神尾山両城の戦いで黒井城の城主、赤井五郎が兵3000を率いて神尾山城の包囲軍を背後から襲い掛かったという記録があるが、赤井五郎という人物が後に黒井城で活躍する赤井直正一族とどのような関係があるのか不明である。その後の記録では天文年間（1532年-1554年）に荻野秋清が黒井城主となっていた。一方、赤井氏は氷上町の後屋城を拠点としていた。赤井時家の息子、赤井直正を荻野正元に質子として朝日城に送っていた。荻野正元の息子が黒井城の城主、荻野秋清である。

#### 黒井城の乗っ取り戦
赤井直正は荻野秋清へ年初の挨拶に黒井城に出向いていた。その後、荻野秋清を暗殺し、黒井城を乗っ取ってしまう。原因や経緯については諸書にさまざまな説があり、正確な理由は不明であるが、同年8月5日付の『赤井時家書状』によれば、赤井直正は再び朝日城に預けられていることが確認されているので、父荻野正元が放った刺客ではなかったかと思われている。
赤井直正は悪右衛門直正と名乗り、黒井城を拠点に戦国武将の道を歩み始める。
赤井直正は細川晴元派であったと思われており、晴元の没後もその政敵である三好氏との戦いを続けた。永禄7年（1564年）に多紀郡へ侵攻、翌永禄8年（1565年）には、三好氏方の松永久秀の弟、松永長頼（内藤宗勝）を福知山市にある和久城付近で討ち取り、丹波国から反細川晴元勢力を一掃し、但馬国、丹後国へ勢力を拡大させていった。

#### 第一次黒井城の戦い
永禄13年（1570年）3月、織田信長に拝謁した赤井直正（この時は改姓し荻野直正と名乗っていた）と赤井忠家は服命し、氷上郡、天田郡、何鹿郡の丹波奥三郡を安堵した。ところが山名祐豊らが、氷上郡にあった山垣城（青垣町）の足立氏を攻め立てた。黒井城の赤井直正と赤井忠家は即応し、山垣城に救援に向かい山名祐豊軍を撃退した。その後勢いにのって、但馬国の竹田城を攻城し手中に収めると、山名祐豊の本拠地である此隅山城に迫った。山名祐豊は織田信長に援軍を要請、織田信長は当時信長包囲網にあい、とても援軍を出せる余裕はなかったが、天正3年（1575年）明智光秀を総大将に丹波国征討戦に乗り出すことになる。

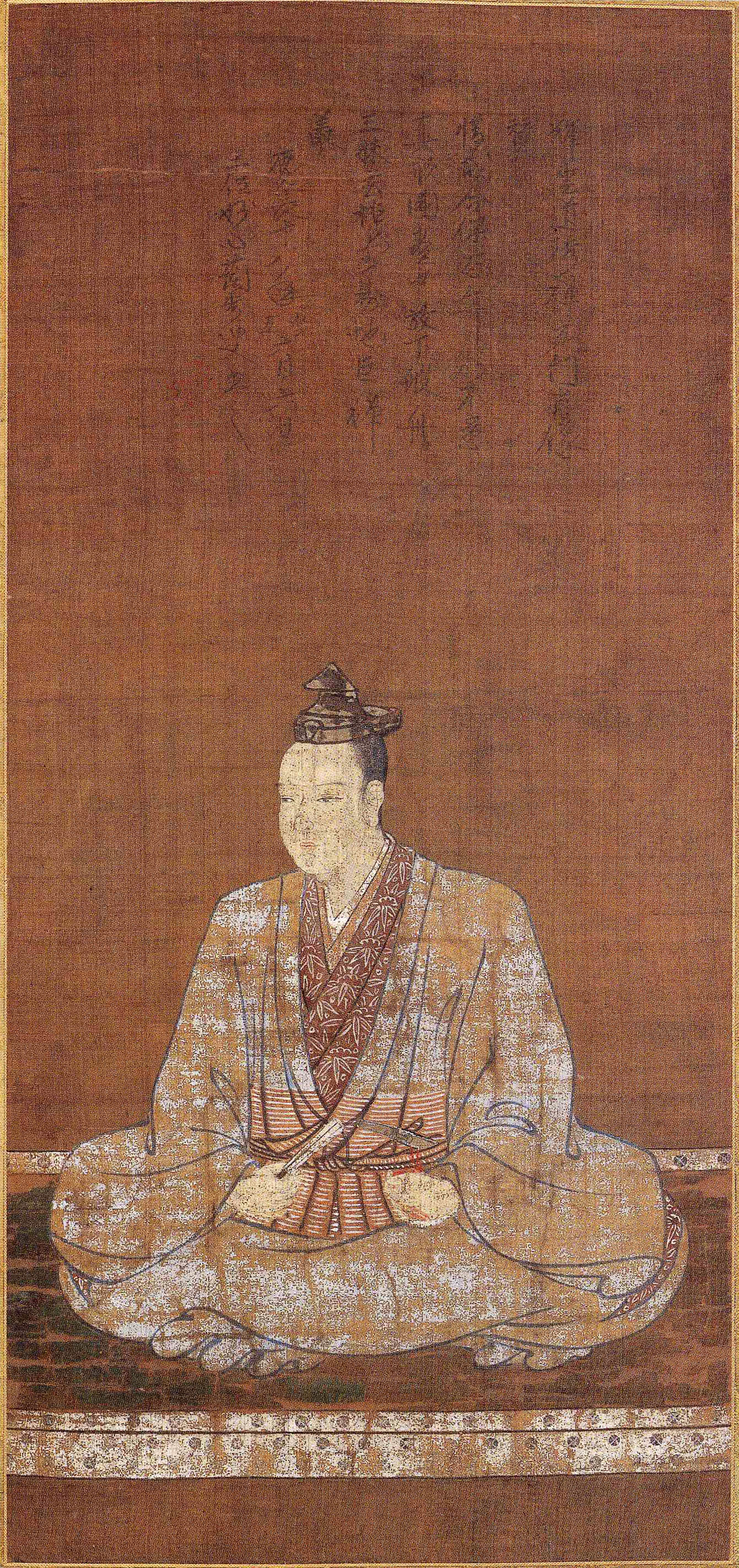
明智光秀画像

赤井直正は竹田城から黒井城に帰城、戦闘態勢を整えた。明智光秀は黒井城を包囲し、攻城戦が2ヵ月以上となった翌天正4年（1576年）1月15日、波多野秀治軍が明智光秀軍の背後をつき、総退却となった。「赤井の呼び込み戦法」と言われている。

#### 第二次黒井城の戦い
赤井直正や弟の赤井幸家は、吉川元春に援軍を要請していたが、援軍は到着しないまま翌天正5年（1577年）10月、明智光秀は細川藤孝、細川忠興の増援を得て、第二次丹波国征討戦が開始される。このような緊迫した中、翌天正6年（1578年）3月9日、武功高き赤井直正（荻野直正）が病死してしまう。一説には、「首切り疔」の病ではなかったかと言われている。
赤井直正の子、赤井直義は幼少であったため、弟の赤井幸家が後見となって赤井家を統率することになり、明智光秀軍に備えた。しかし、明智光秀軍は波多野秀治の八上城の攻城から取り掛かった。1年余り包囲策をとり、飢餓状態と内部工作により同年6月1日開城した。
また、明智光秀軍は八上城包囲中に、八上城と黒井城の分断を目的に金山城を築城し、氷上郡の西部を羽柴秀長に、氷上郡の東部を明智秀満に攻略させ、黒井城の支城を押さえ孤立無援にした。
そして、八上城落城から約2ヵ月後の8月9日、黒井城もついに落城した。

### 斎藤、堀尾時代
明智光秀は重臣の斎藤利三を氷上郡に置き統治させた。斎藤利三の娘である春日局（幼名:福）はこの地で生まれた。本能寺の変で織田信長を討ち取った明智光秀であったが、逆に山崎の戦いで敗れると明智光秀の勢力は完全に丹波国から駆逐されてしまう。
その後、黒井城に入城したのは羽柴秀吉の家臣であった堀尾吉晴であったが、天正12年（1584年）羽柴秀吉と徳川家康の間で小牧・長久手の戦いが起きると、赤井直正の弟赤井時直が黒井城と余田城（市島町）で徳川家康に通じ立て篭もった。
これを最後に黒井城は歴史に幕を閉じ、廃城になったと思われる。

## 城郭
猪ノ口山の山頂部には本丸（48m×22m）、二の丸（40m×19m）、三の丸（28m×23m）と呼ばれる曲輪がある。

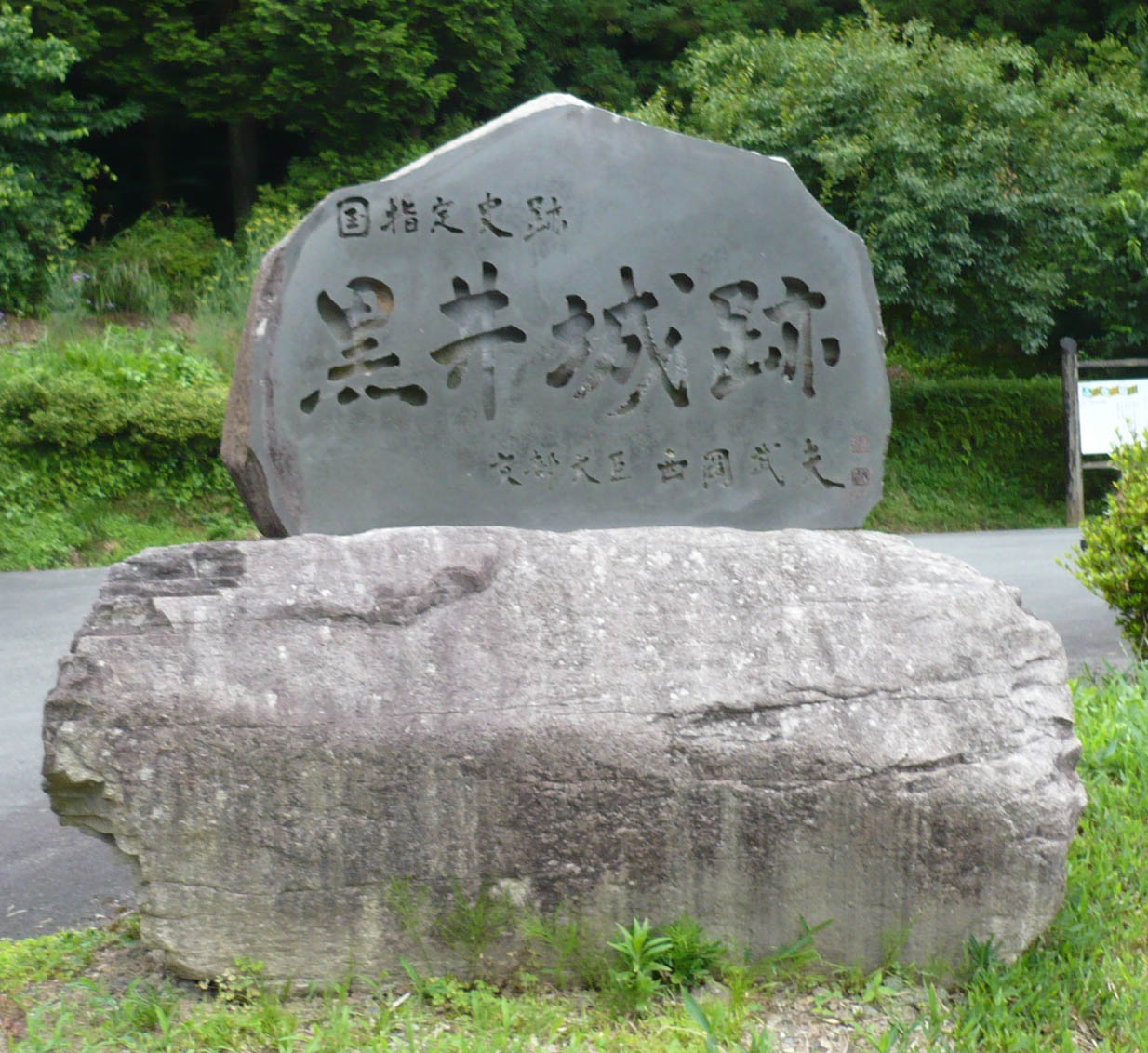
登山口に建つ「国指定史跡 黒井城跡」の記念石碑 ※当時の西岡武夫文部大臣の揮毫による。

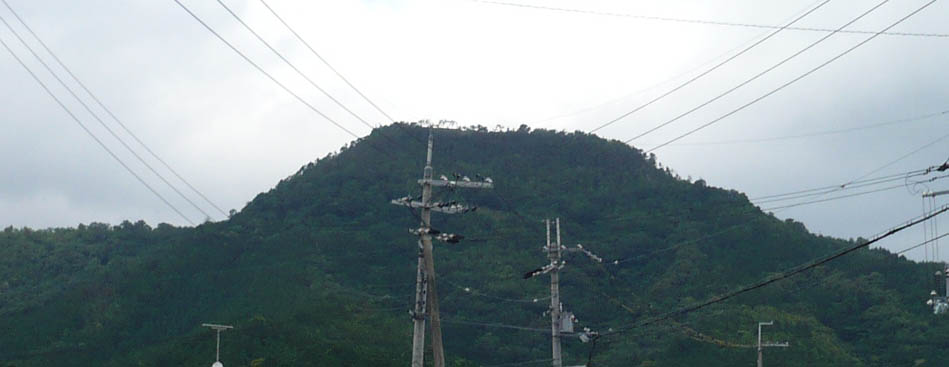
猪ノ口山

### 主曲輪

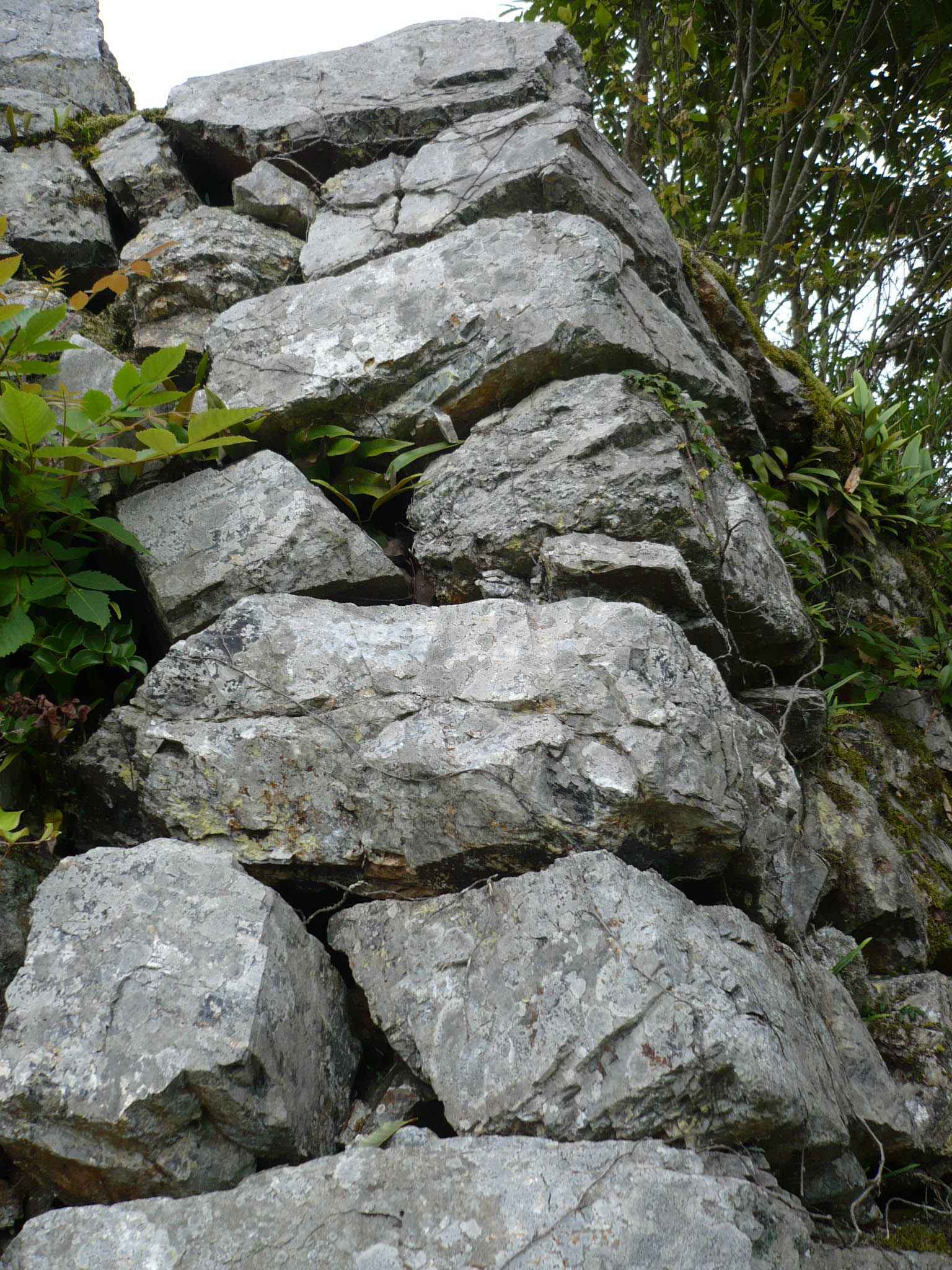
隅櫓の角部分の石組み

山頂部分の曲輪の大きさは東西約170m×南北約45mで、主曲輪部分の曲輪の配置、石垣の組み方、本格的な建物跡から近世風との指摘がある。
本丸
南面と二の丸方向を石垣で固め、他は土塁である。石垣は土塁の上に築かれており鉢巻石垣と同じ構造である。登り口東横の石垣の囲まれた部分には、天守の礎石とみられる石の配列があり、天守台の祖型が推察できる。しかし『中世城郭辞典』では明智光秀の周山城の天守台遺構と比較すると、疑問が残ると指摘している。昭和初期までは建造物の礎石が並んでいたと言われているが、現状確認はできない状態になっている。

二の丸
南面と本丸、三の丸側に面した所に石垣が築かれているが、三の丸側の石垣は崩壊が進んでいる。しかし崩壊があることから櫓台跡とも推定されている。また並瓦、軒瓦、冠瓦などの遺物から室町時代特有の大きな瓦葺きの建造物が、本丸東部と二の丸北西部に建設されていたと実証されている。

三の丸
隅櫓の石垣と二の門の礎石がある曲輪である。本丸、二の丸は直線上にあるのに対して、三の丸と東曲輪は「くの字」型をしており、矢掛りがかかるように配置しているのも、黒井城の特徴の一つである。城門の礎石は二列が確認でき、ある程度の規模の門があったと推察できる。

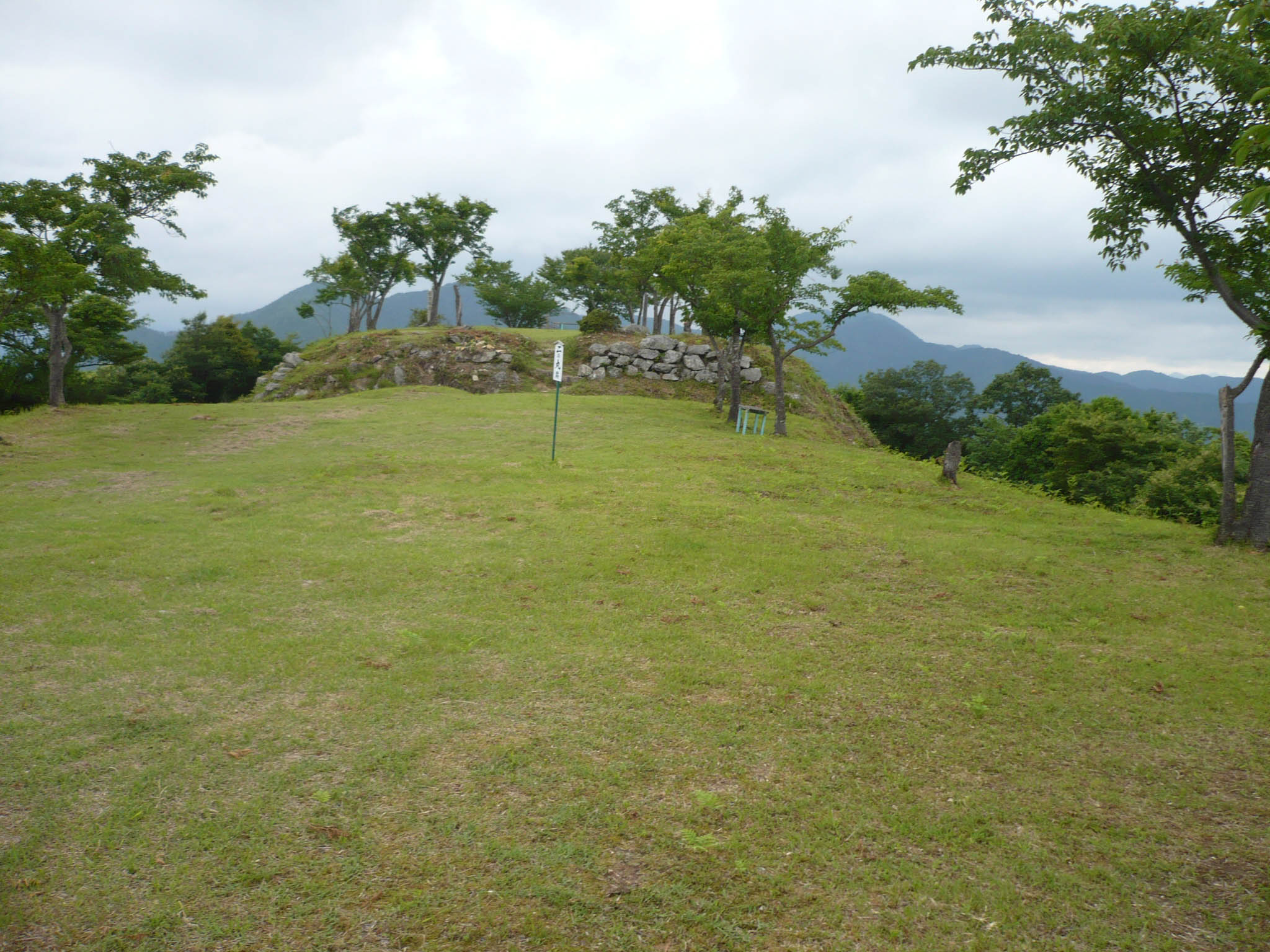
二の丸跡
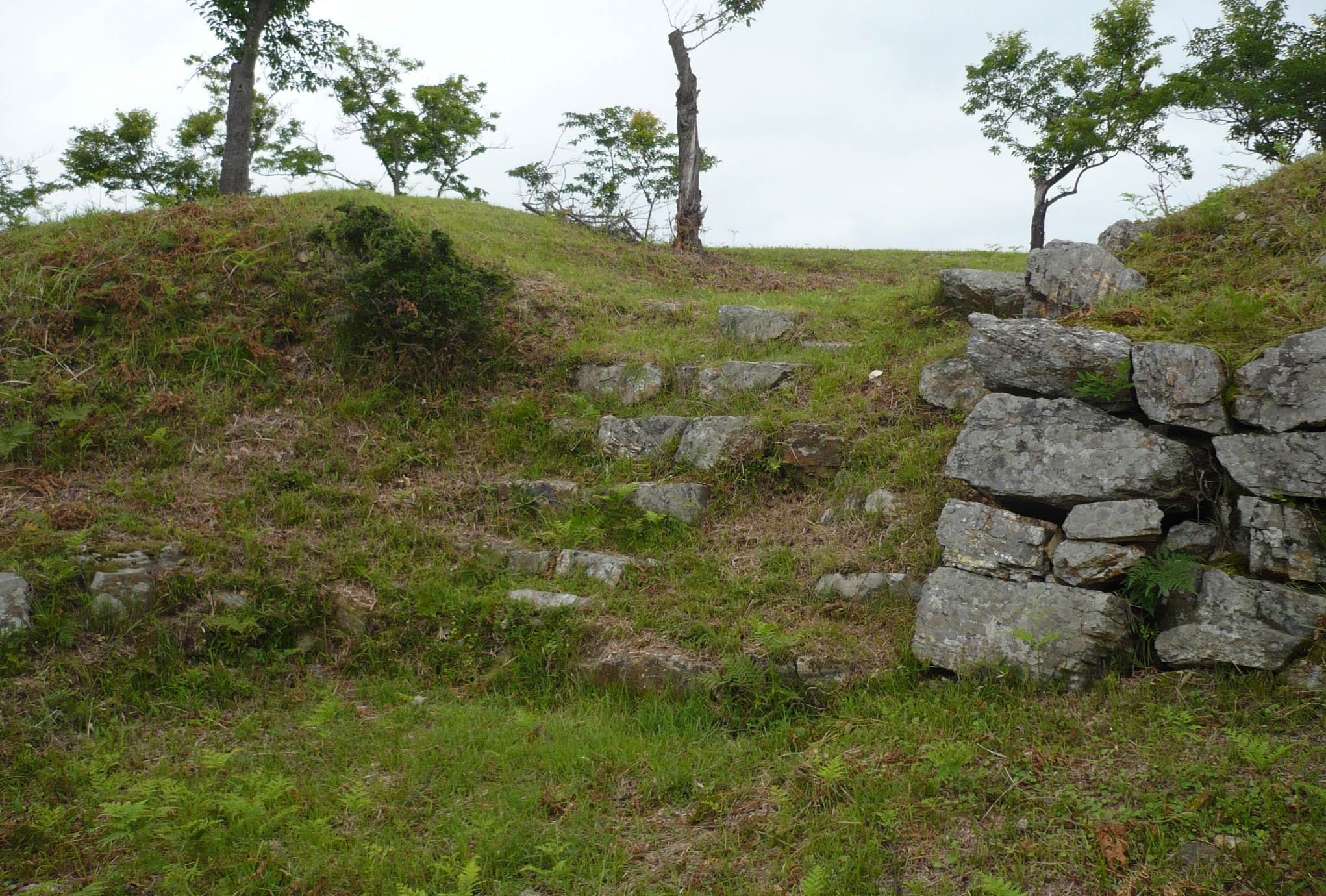
本丸への虎口跡
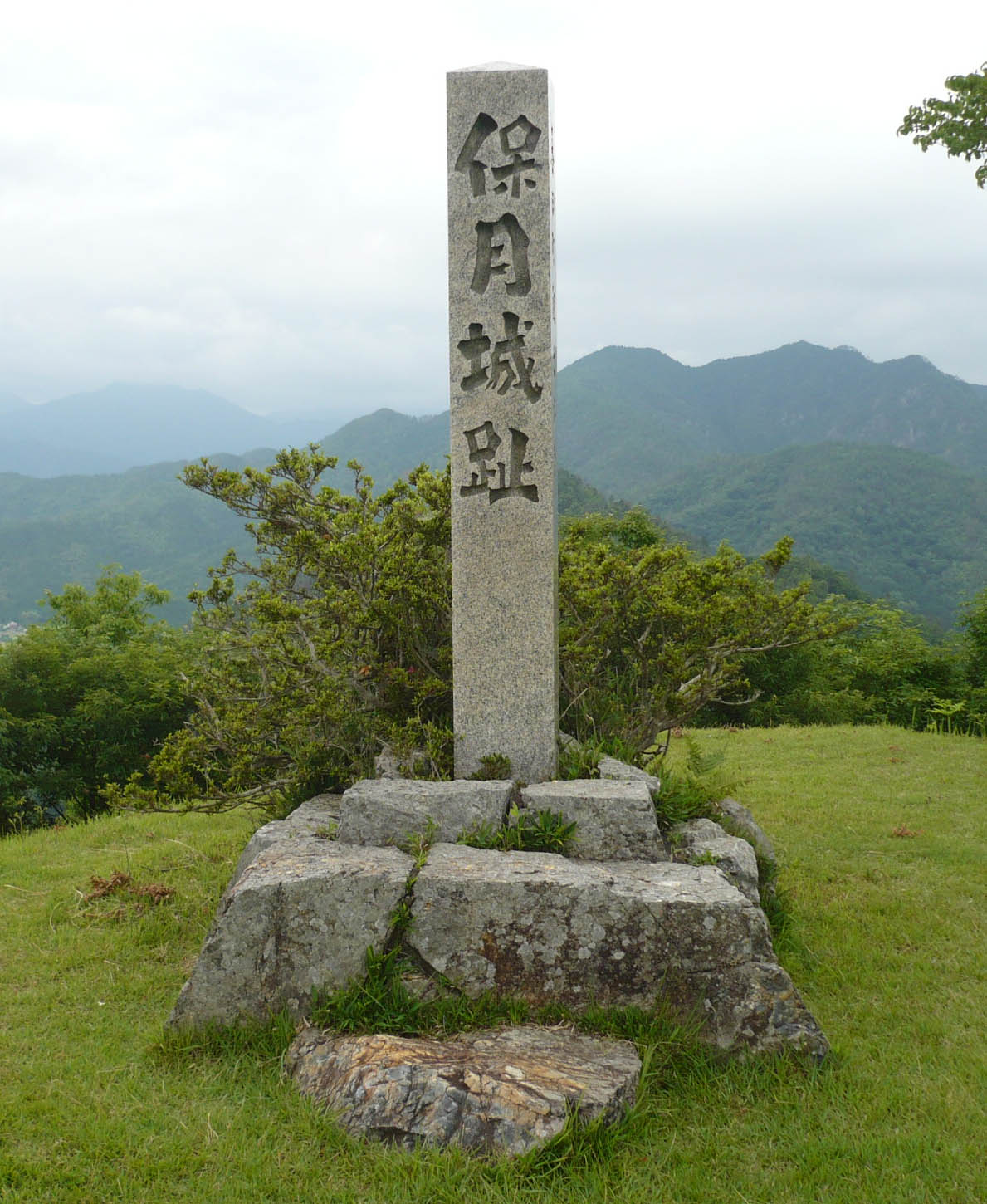
本丸跡に建つ保月城址の石碑
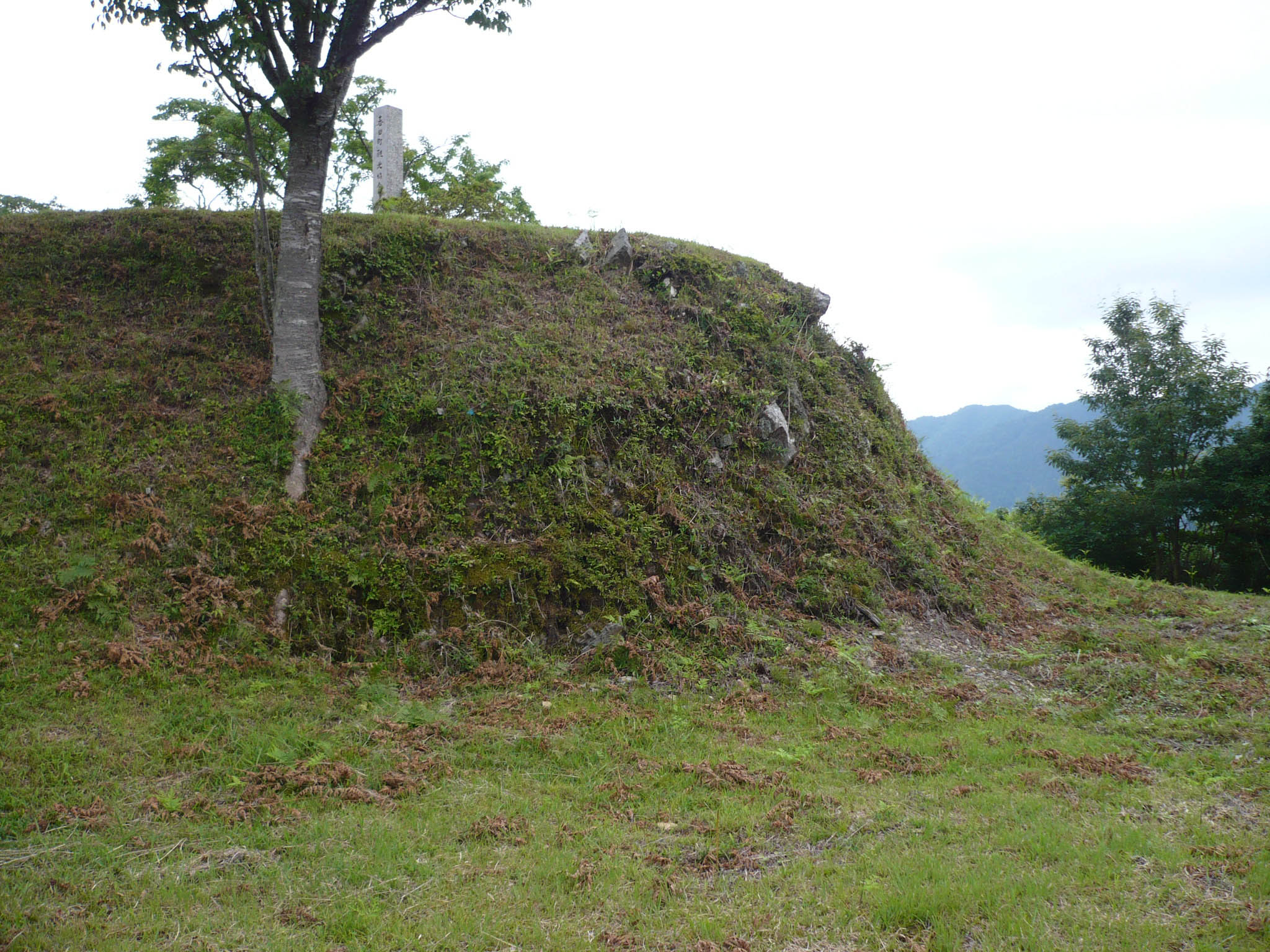
西曲輪から本丸跡を撮影

### 周辺曲輪
主曲輪の一段下に東曲輪（25m×15m）と西曲輪（10m×30m）と幅3mから10mの帯曲輪がある。

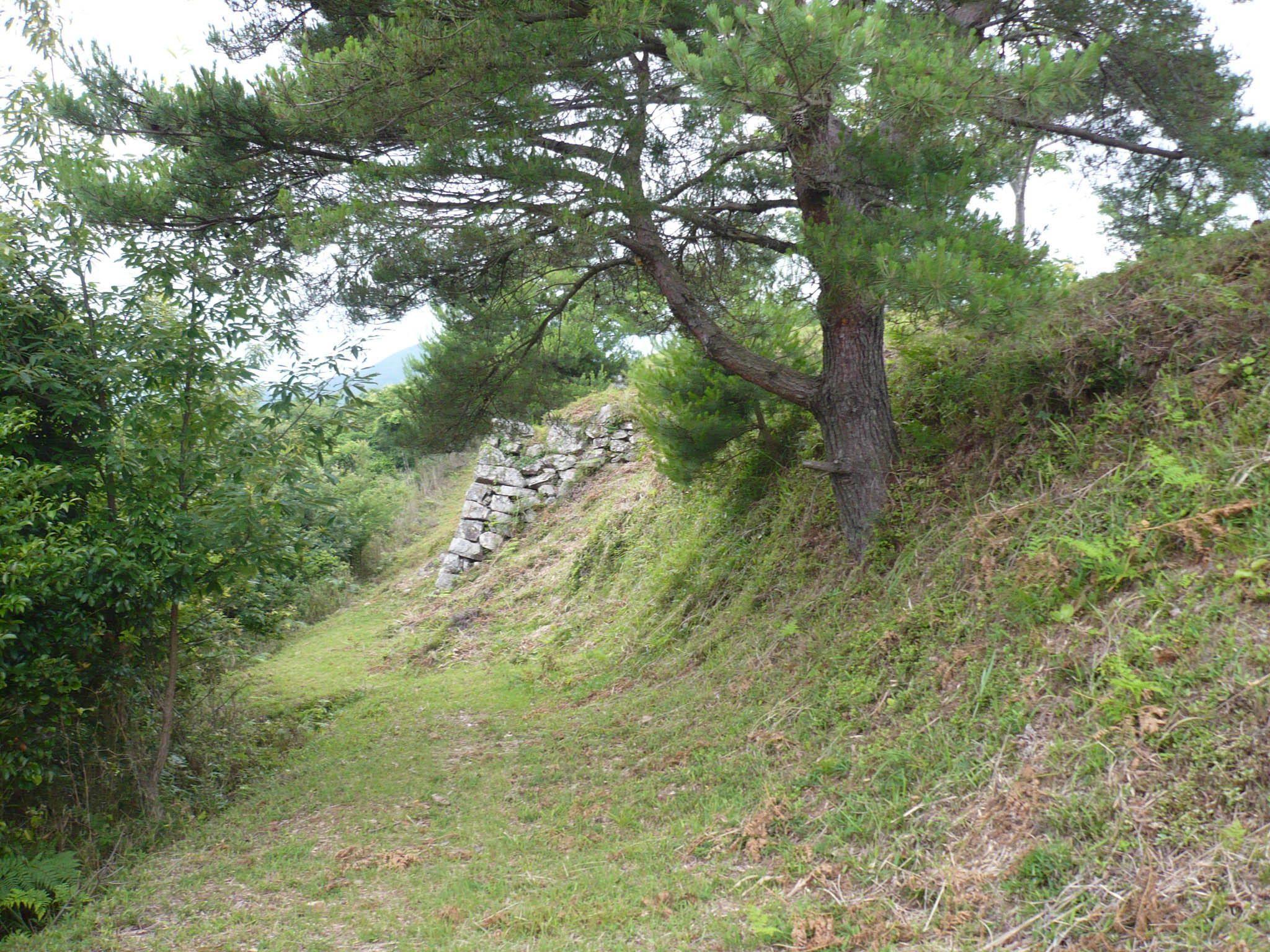
帯曲輪
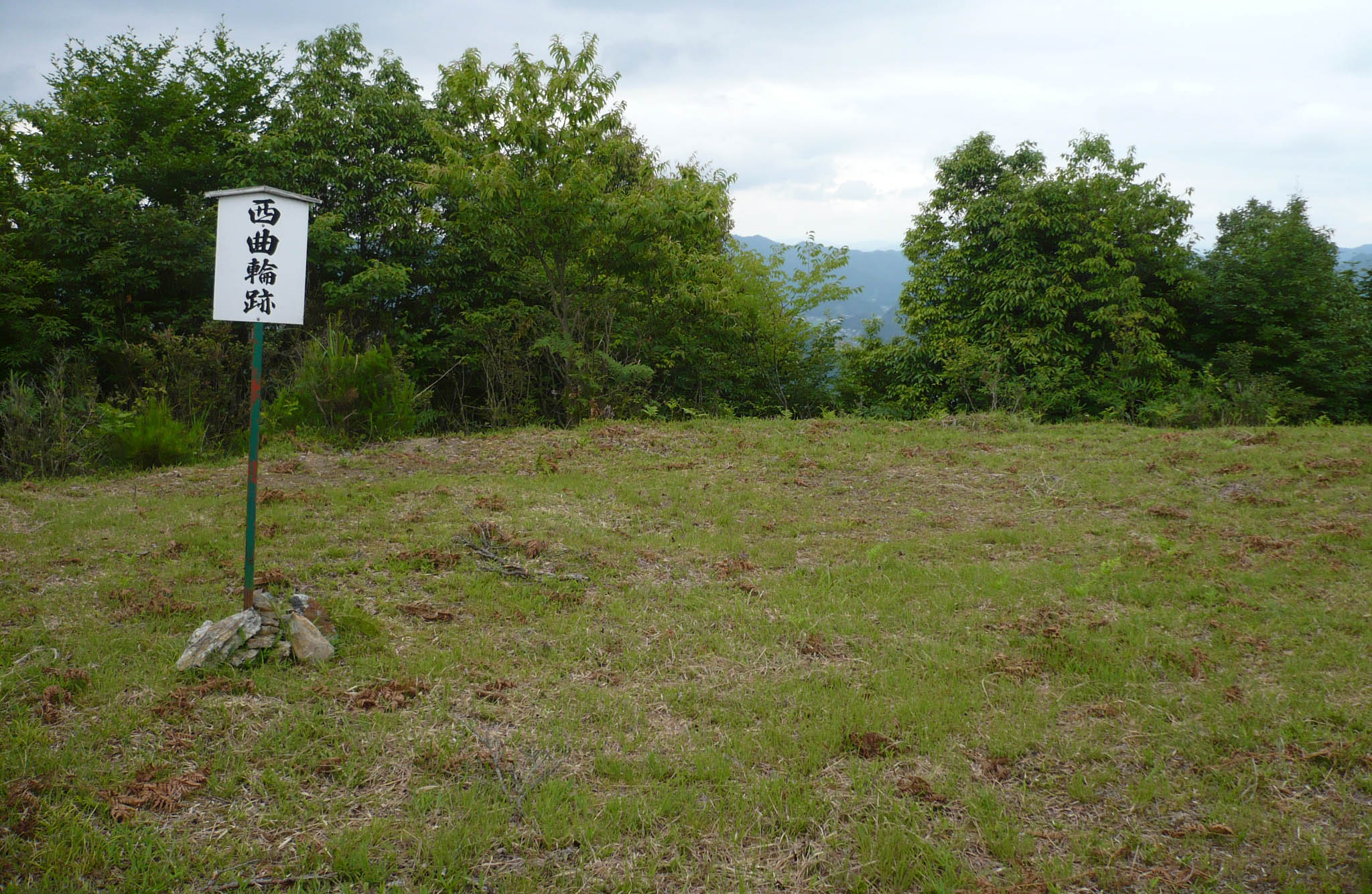
西曲輪跡
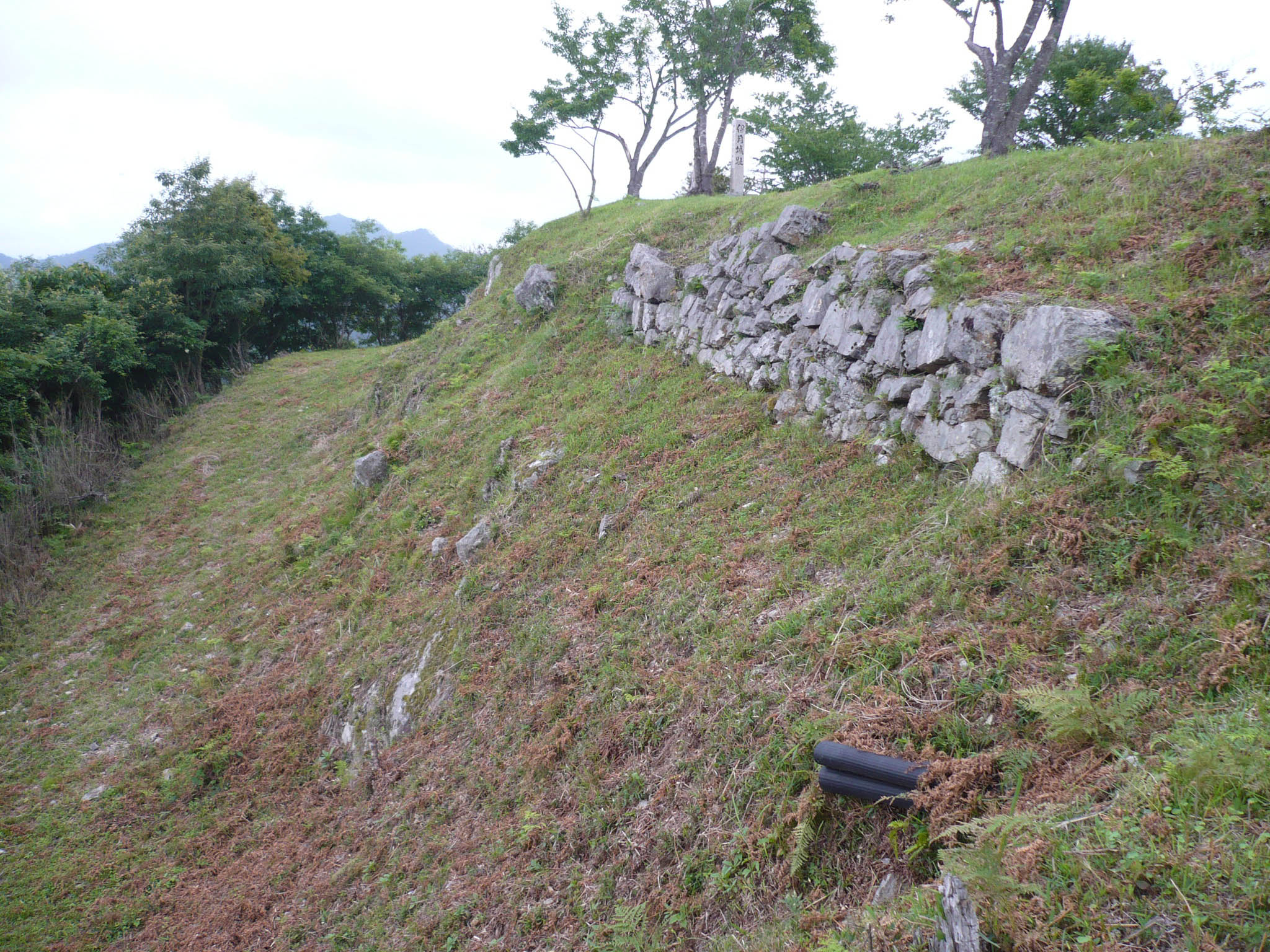
帯曲輪

石垣は野面積み、隅部は算木積みと言われる工法で築かれており、いずれも天正年間の石垣と考えられている。

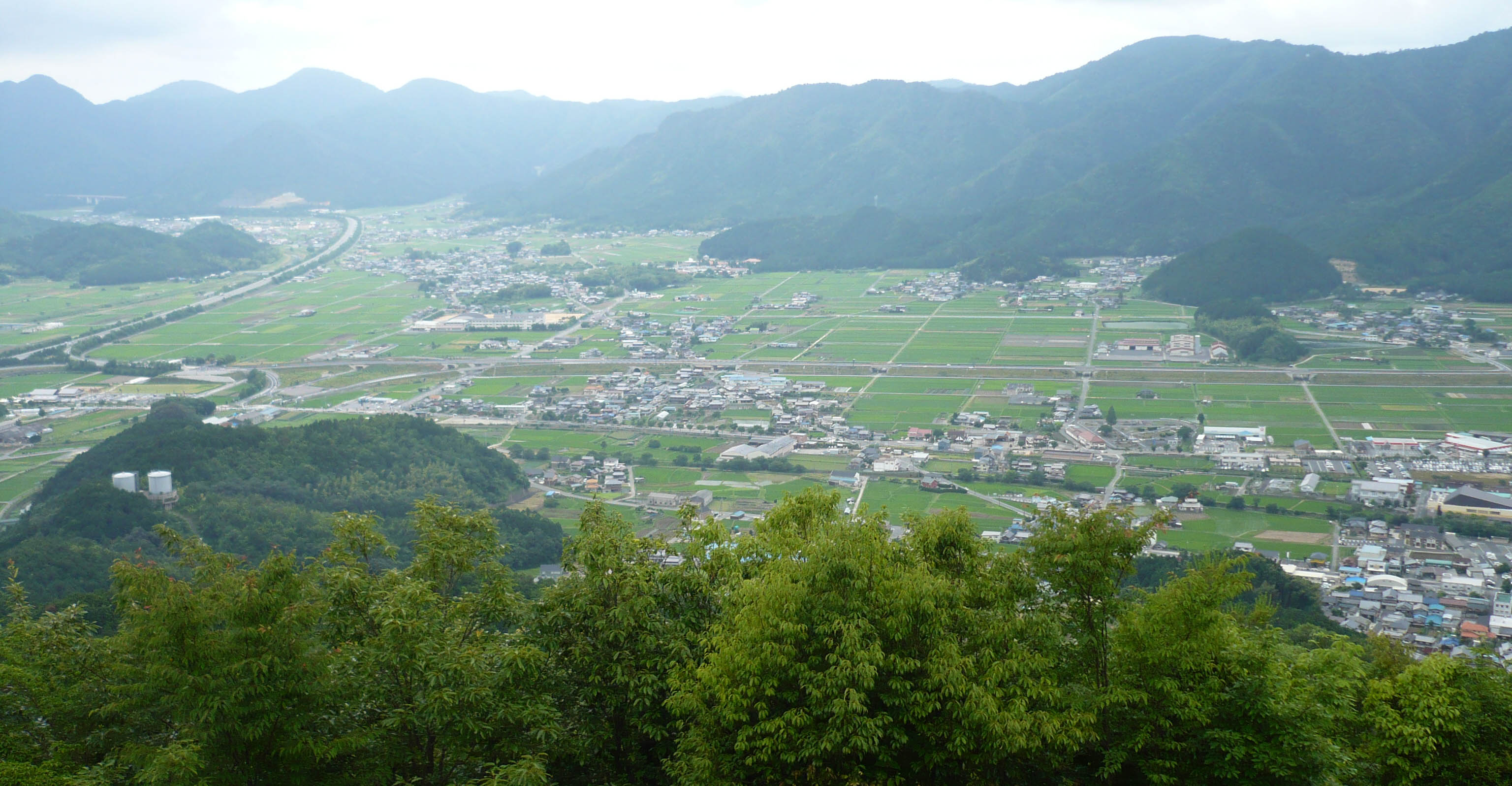
主曲輪からの眺望／山頂から興弾寺方向を撮影

### 山麓曲輪
山頂部以外に、山麓にも北の丸、西の丸、水の手曲輪、太鼓の段、石踏の段、三段曲輪など多数の曲輪群が配されており、山頂部の防御を固めている。
特に、西の丸曲輪は「小城」とも呼ばれており、西北に約200mにわたり4段の土塁に囲まれた曲輪があり、下から二番目の曲輪に馬蹄型の土塁（上辺約2.5m×高さ約1.5m（堀切から高さ約3m））の中央部が崩されて、急斜面となり堀切を切っている。西からくる敵に対して防御を固めるとともに、「詰の城」の機能をもった曲輪跡と思われている。
石踏の段と太鼓の段の中間地点に、湧き水を溜める「水の手曲輪」があり山頂部の北側と、山頂部の南下側には横穴式の用水機構がある水の手曲輪が確認できる。

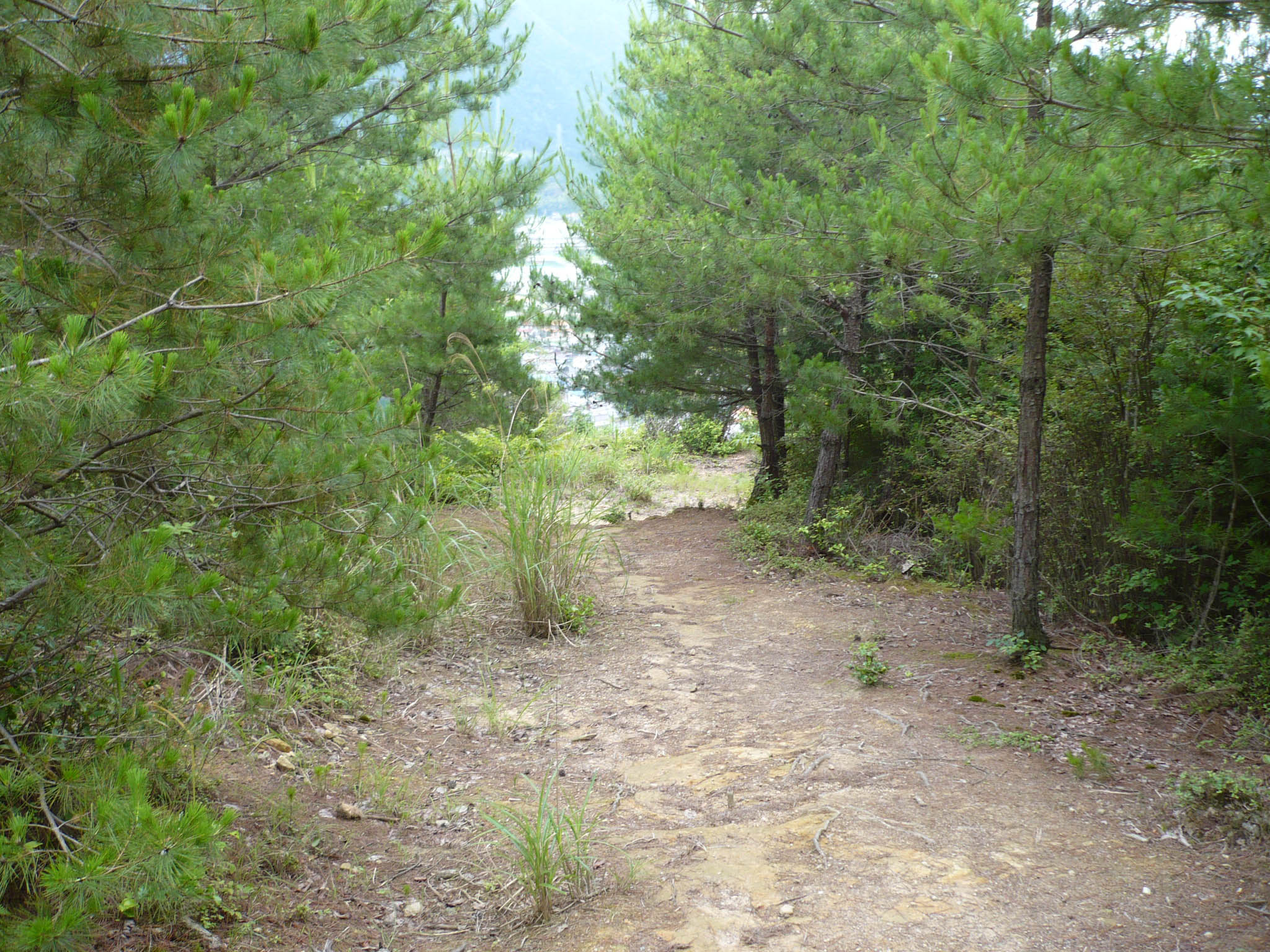
三段曲輪跡
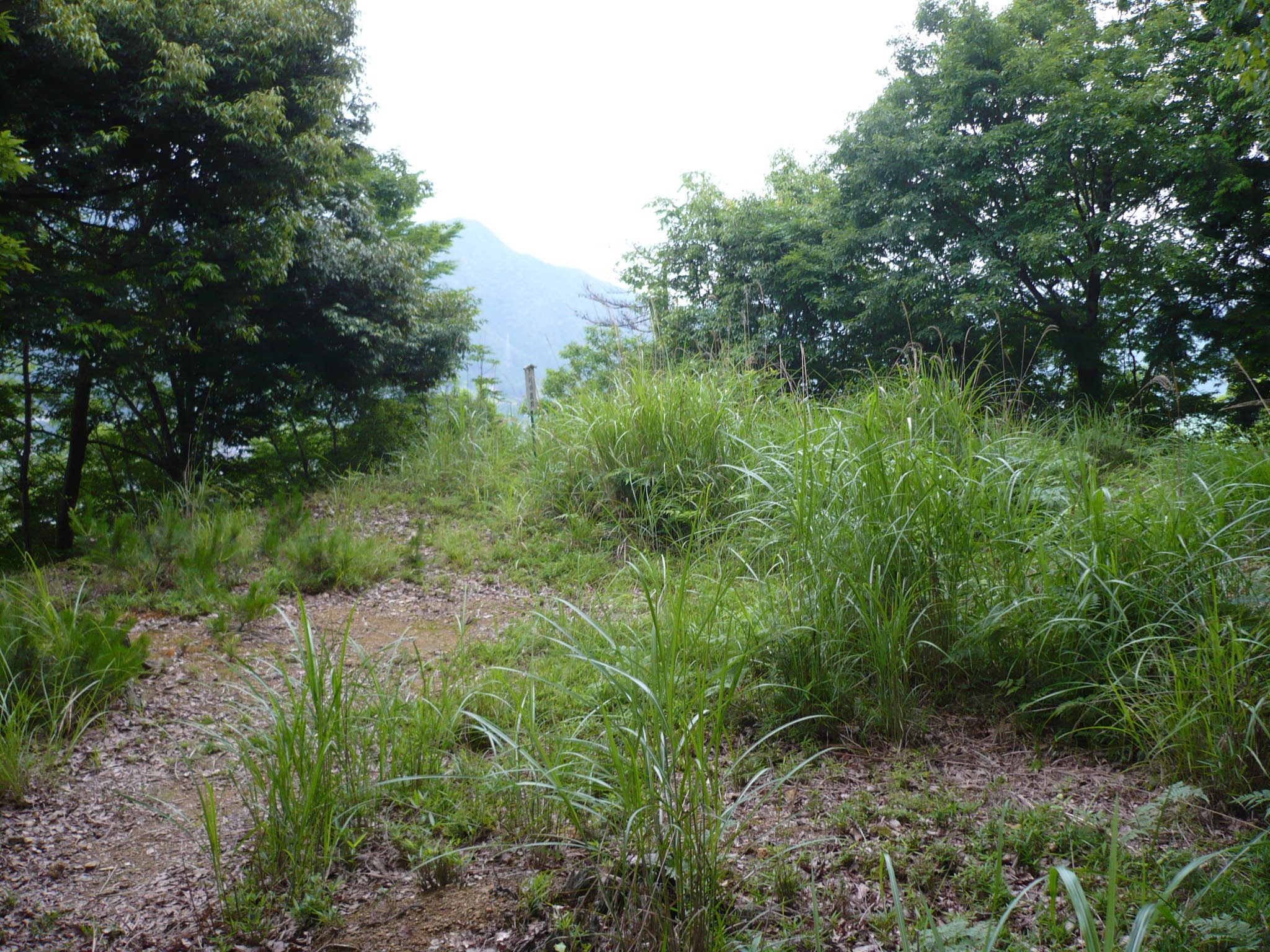
太鼓の段跡
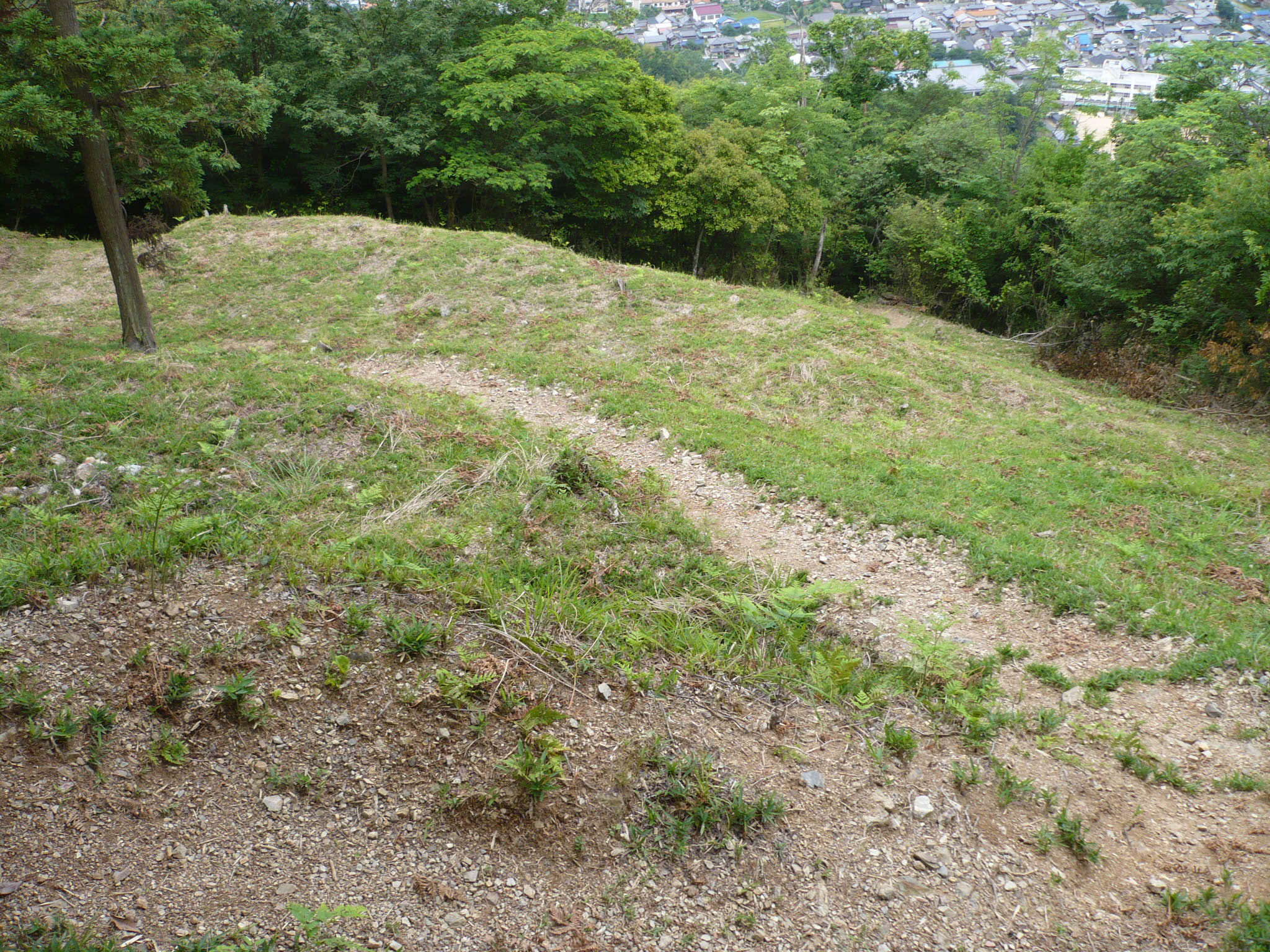
石踏の段跡
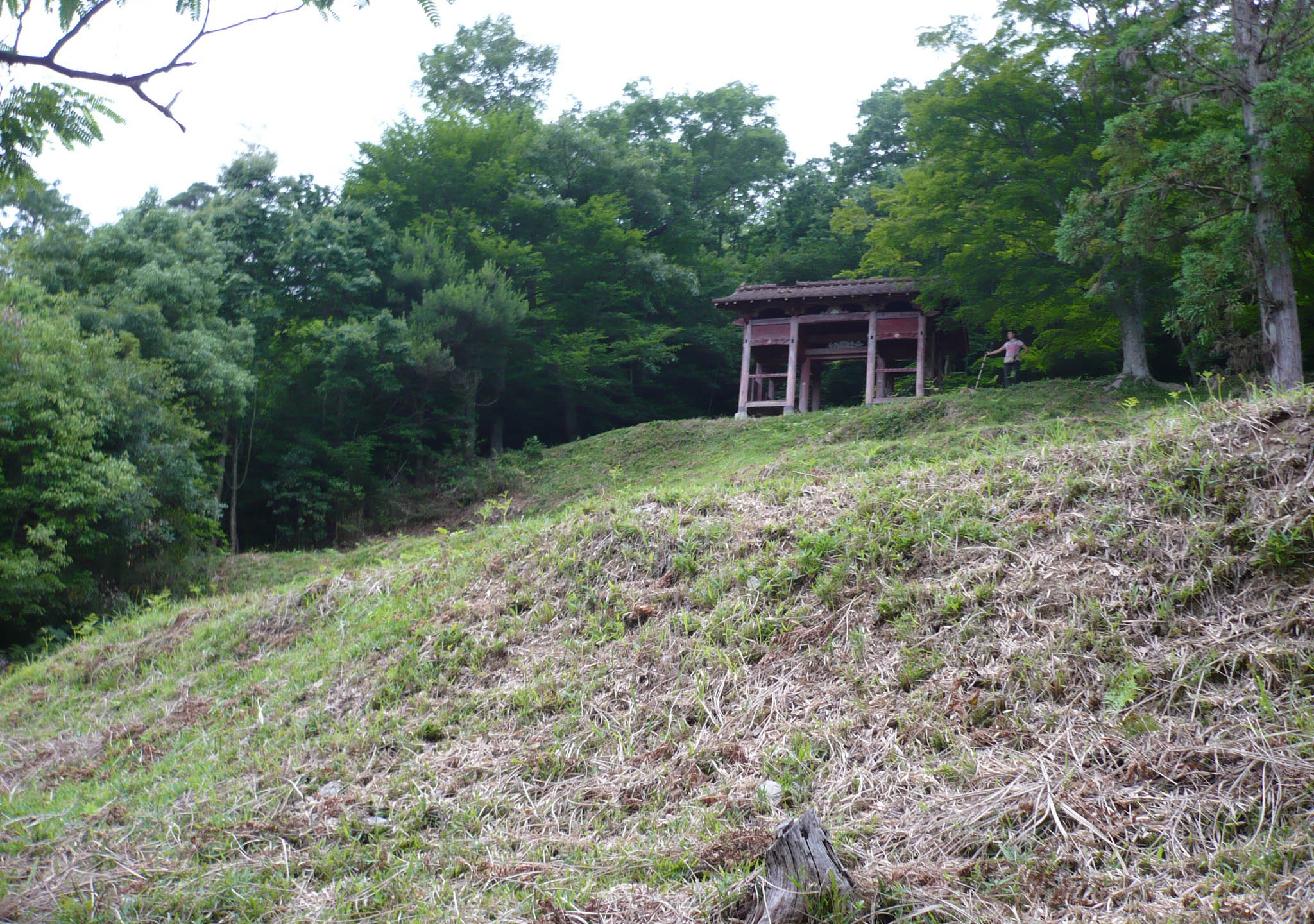
石踏の段跡

### 下館と出砦

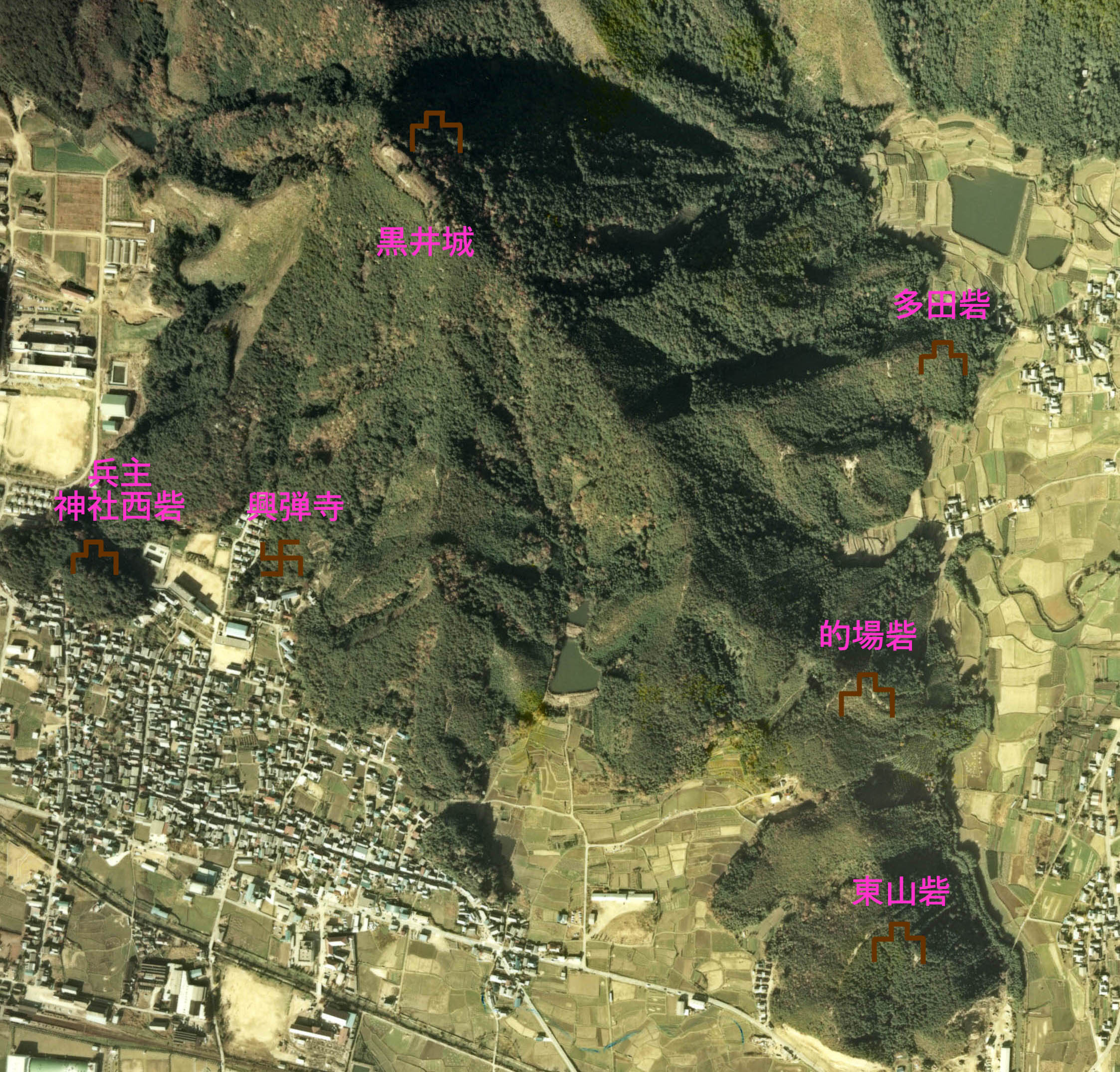
黒井城と出砦の分布図（南側）

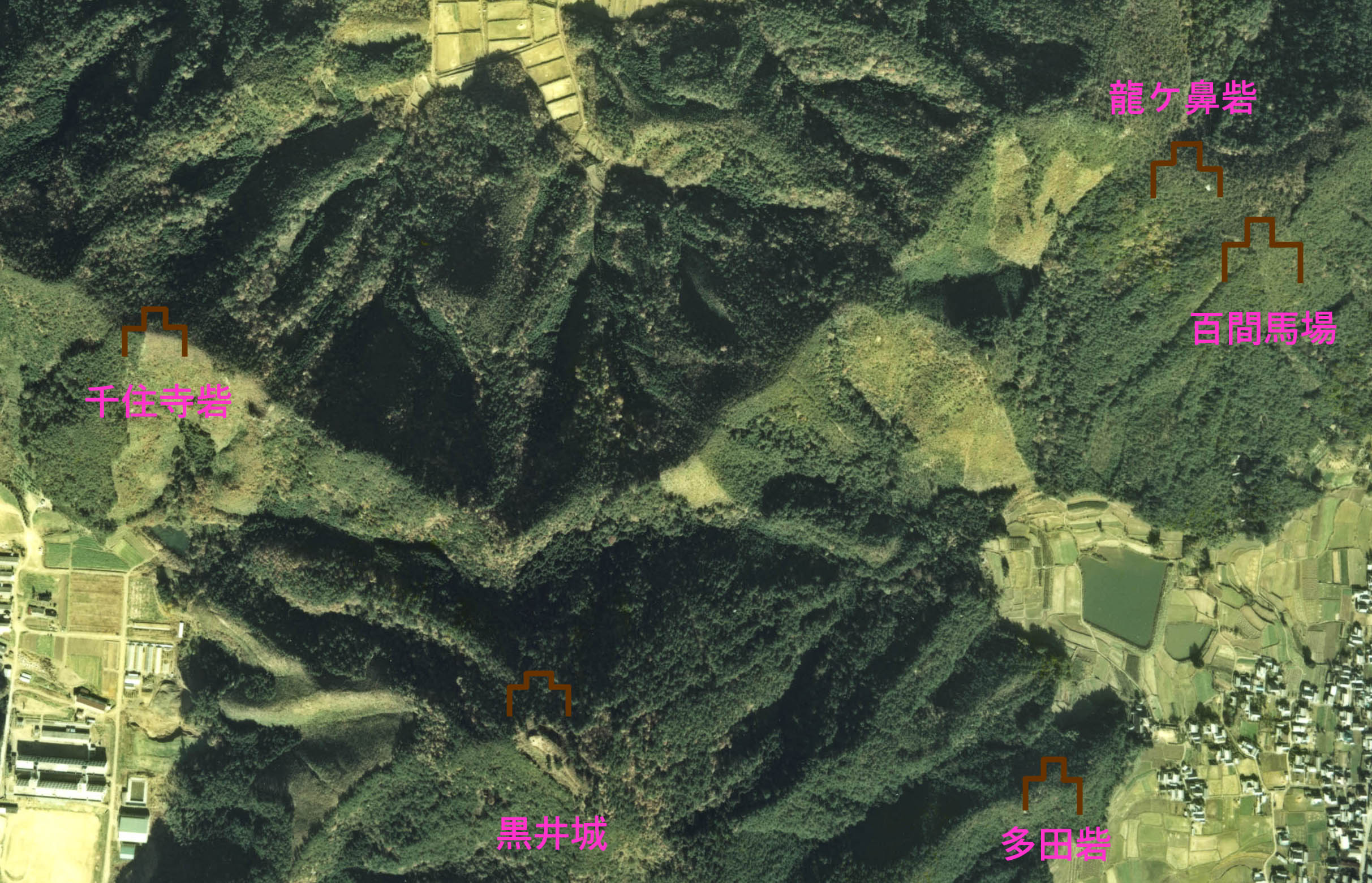
黒井城と出砦の分布図（北側）

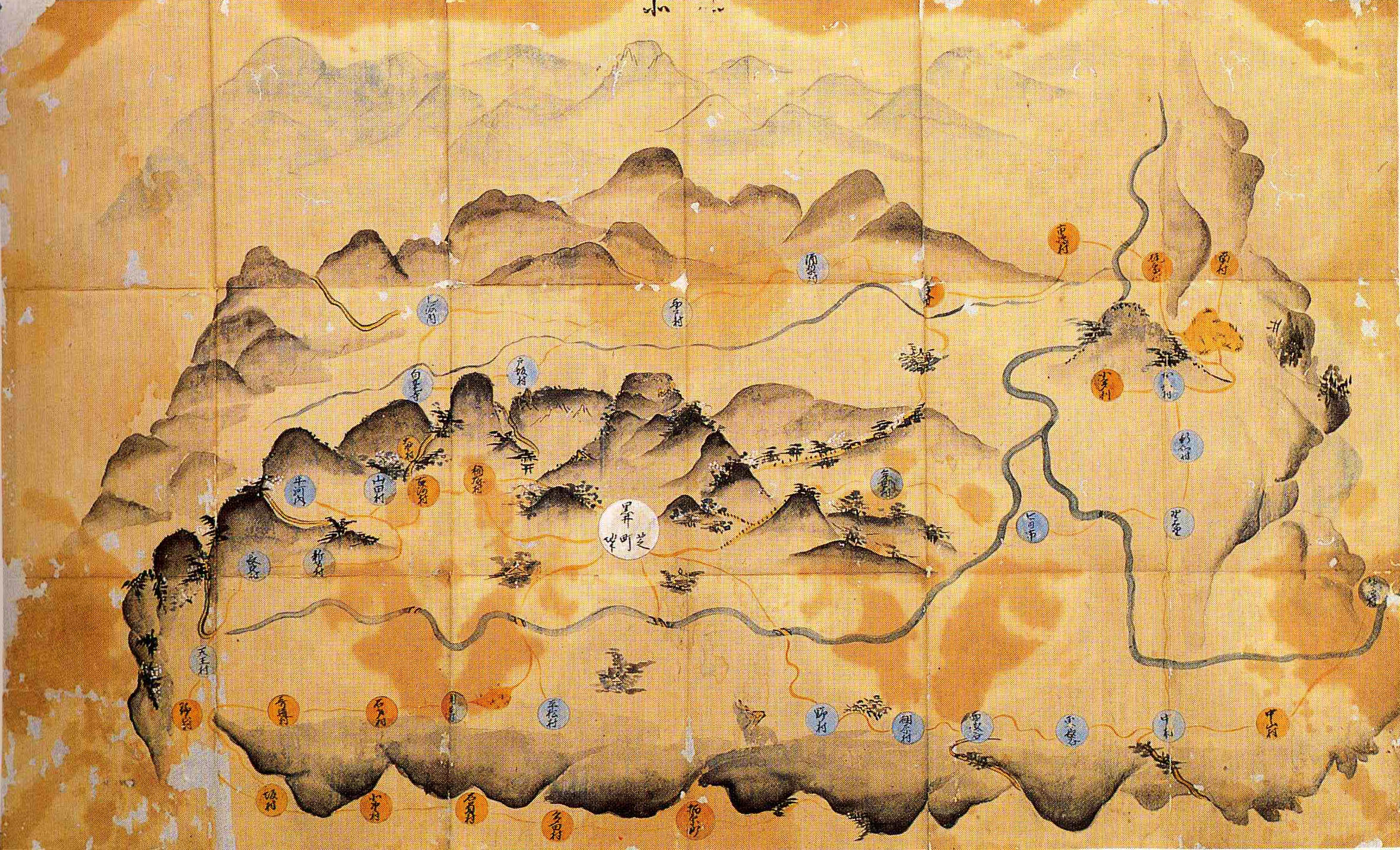
黒井城下周辺図／個人蔵

猪ノ口山の登山口には、 興禅寺があり下館（しもやかた）跡であると推定されている。この下館は赤井直正が黒井城に入城した時に、奥村氏の屋敷跡を改修し、水濠と石垣などの防御施設も備えている点から、単純な居館とは一線を画しているという指摘もある。山城は山麓に居館を設け平時はそこで暮らし、戦時には山に立て篭もるのが一般的とされている。この下館を中心に家臣屋敷も建ち並び、職人町、商人町もあり、坂が多く、道も折れ曲がっている点から江戸時代の城下町とは異なり、戦国時代の城下町の面影を今も色濃く残している。また根古山、丸山、太刀野、幟立、馬縄手等の城の名残を思い浮かべる地名が数多く伝承されている。
下館以外にも3つの尾根筋の突端には、北西に千丈寺砦、北東に龍ヶ鼻砦、百間馬場、南東に的場砦、東山砦と山頂部を中心に「Y」字に出砦がある。また、千丈寺砦、龍ヶ鼻砦、的場砦、東山砦は山頂部から1km前後と等しい間隔にあり、これらの砦では似通った曲輪跡が認められている。

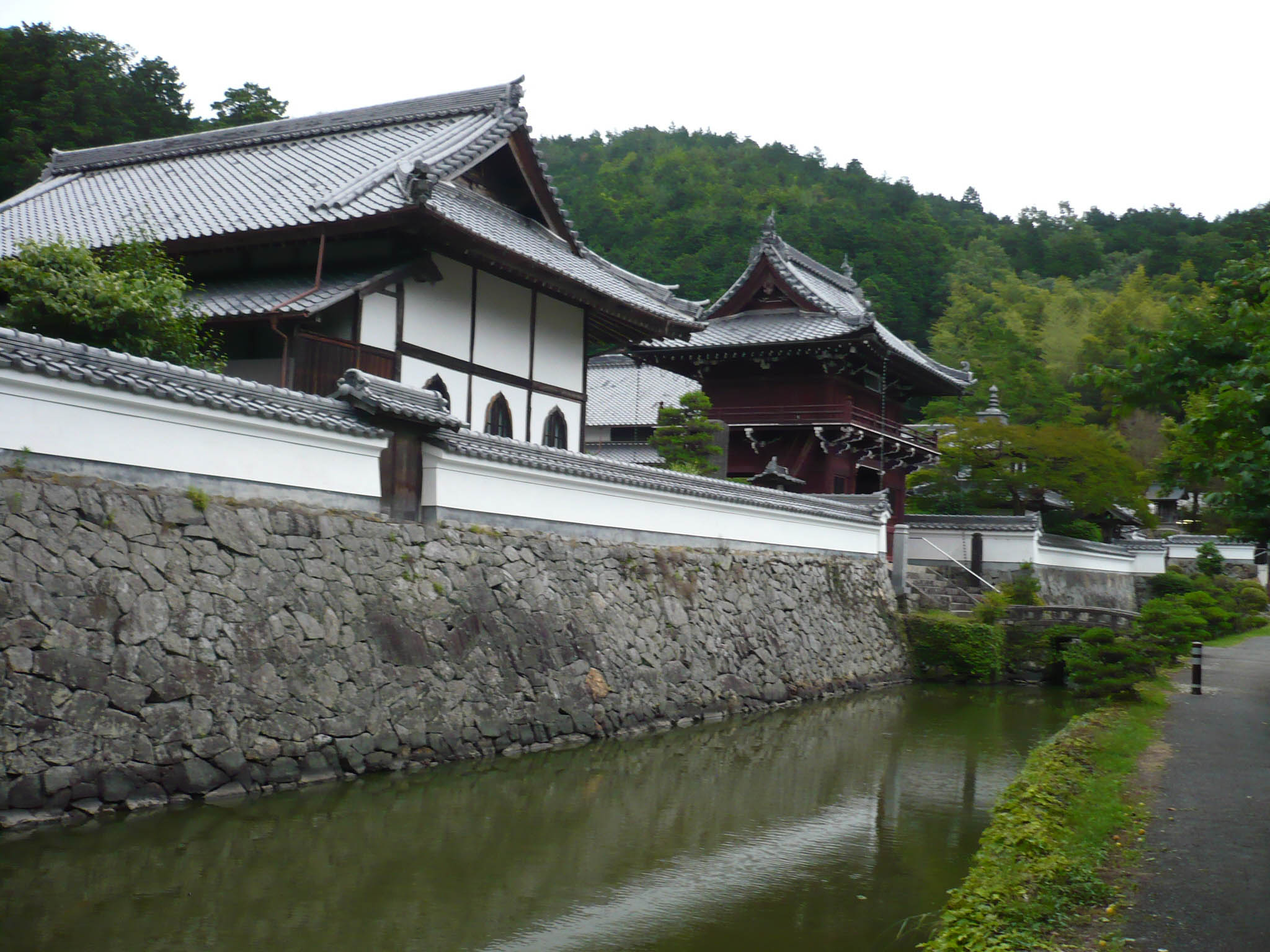
興禅寺（高石垣と水濠）
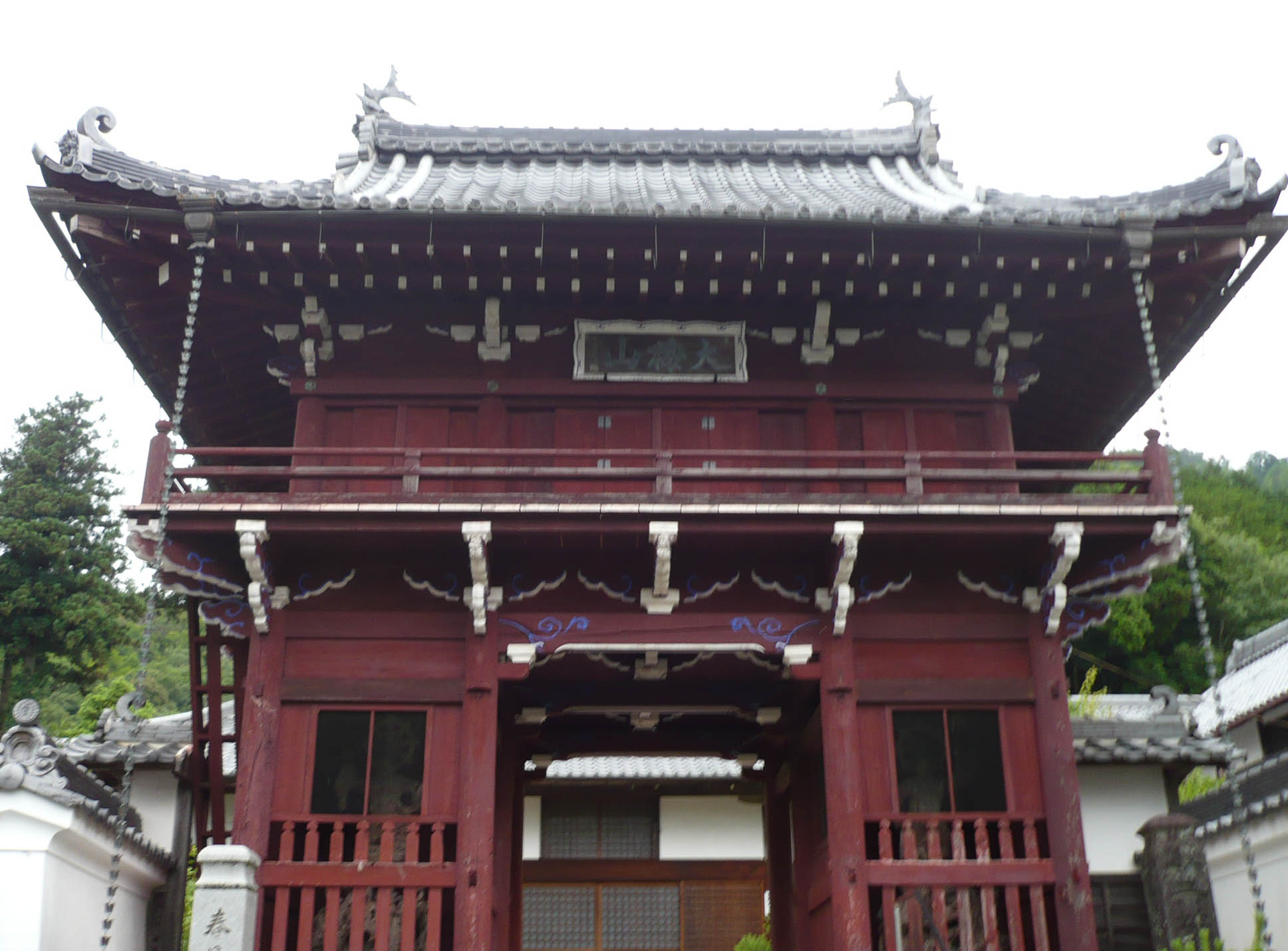
興禅寺の楼門
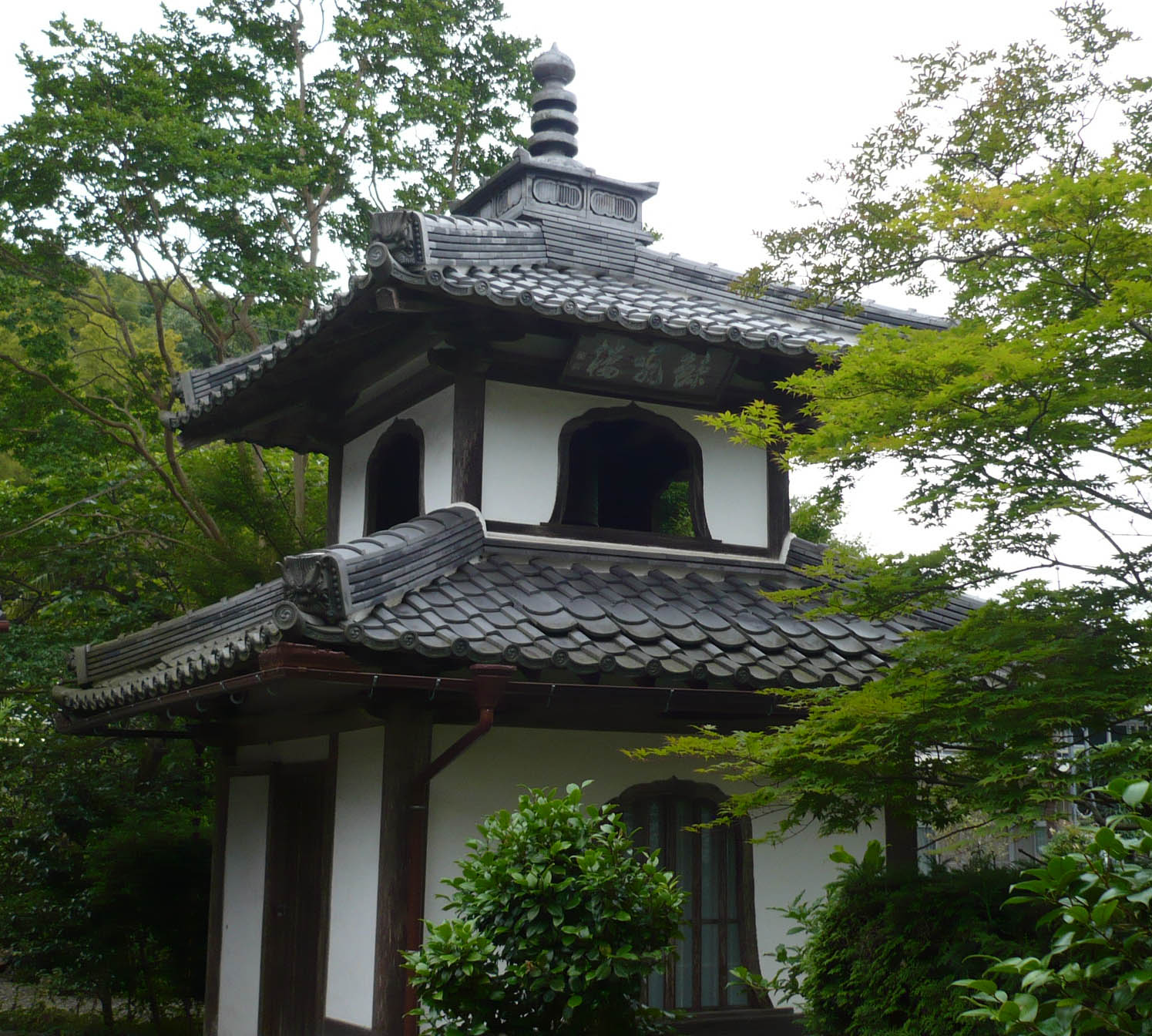
興禅寺の鐘堂
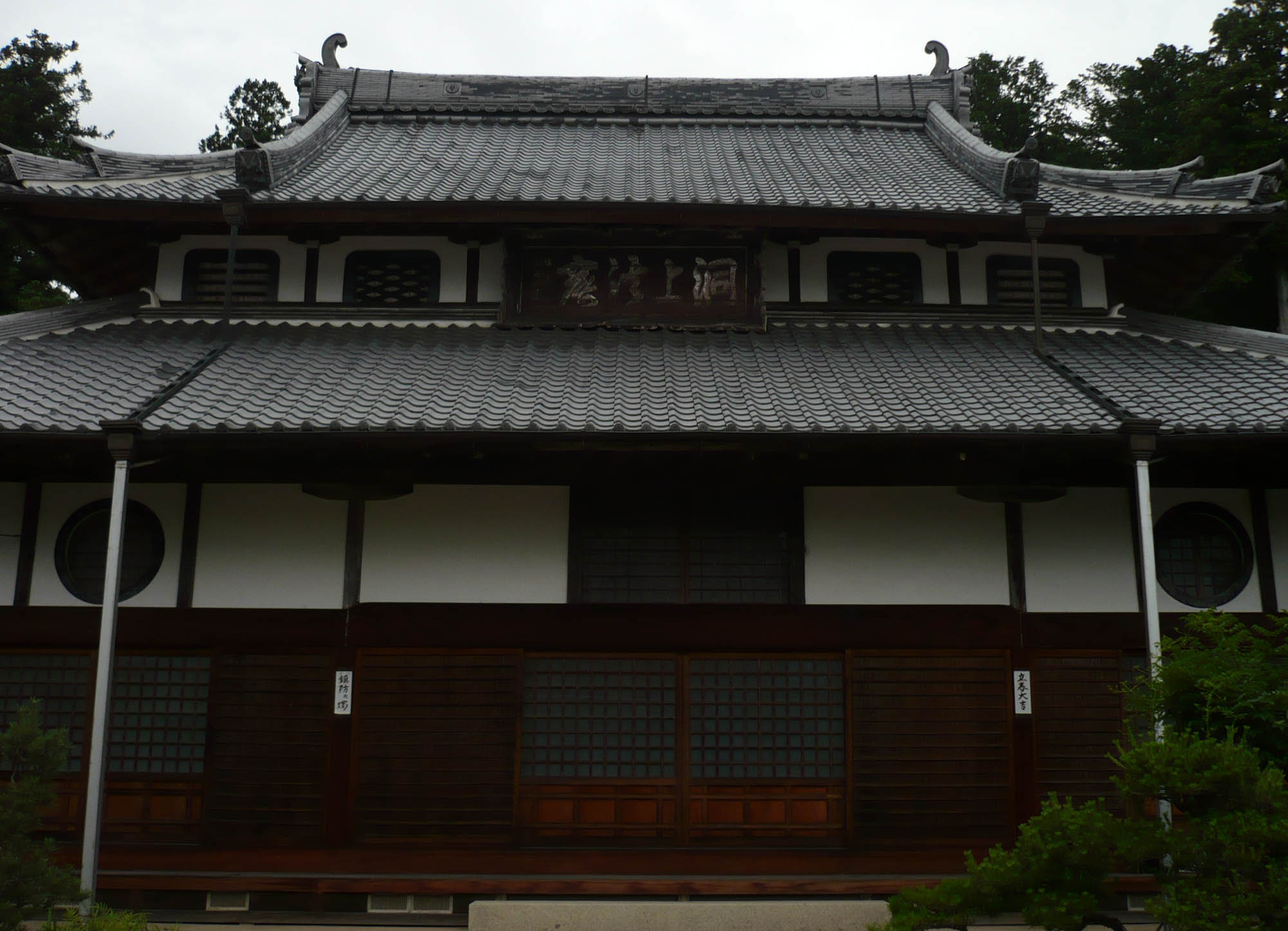
興禅寺の本堂

### 改修
『史跡黒井城跡保存管理策定報告書』によると、大きく分けて3つの時代に築城、改修したのではないかと指摘している。
| 期    | 時代                       | 主な出来事 |
| ----- | -------------------------- | --- |
| 第1期 | 南北朝時代- 戦国時代初期   | 赤松氏が猪ノ口山の山頂部に砦のような城が考えられる                                                                                  |
| 第2期 | 戦国時代中期- 戦国時代後期 | 赤井直正が城主となり山頂部には連郭式の複数の曲輪、山麓、尾根筋にも数多くの曲輪、 また下館と出砦を築き壮大な山城を築いたと考えられる |
| 第3期 | 安土桃山時代               | 斎藤利三（織田系）や堀尾吉晴（豊臣系）が城主になり山頂部分を中心に石垣を築き、 織豊系城郭に変化したと考えられる                     |

### 連郭式から輪郭式へ
また『史跡黒井城跡保存管理策定報告書』によると、山麓曲輪に属する石踏の段跡、太鼓の段、東出丸、北の丸、西の丸は山頂部分から300m以内にあり、等高線上に横移動が可能になっている。

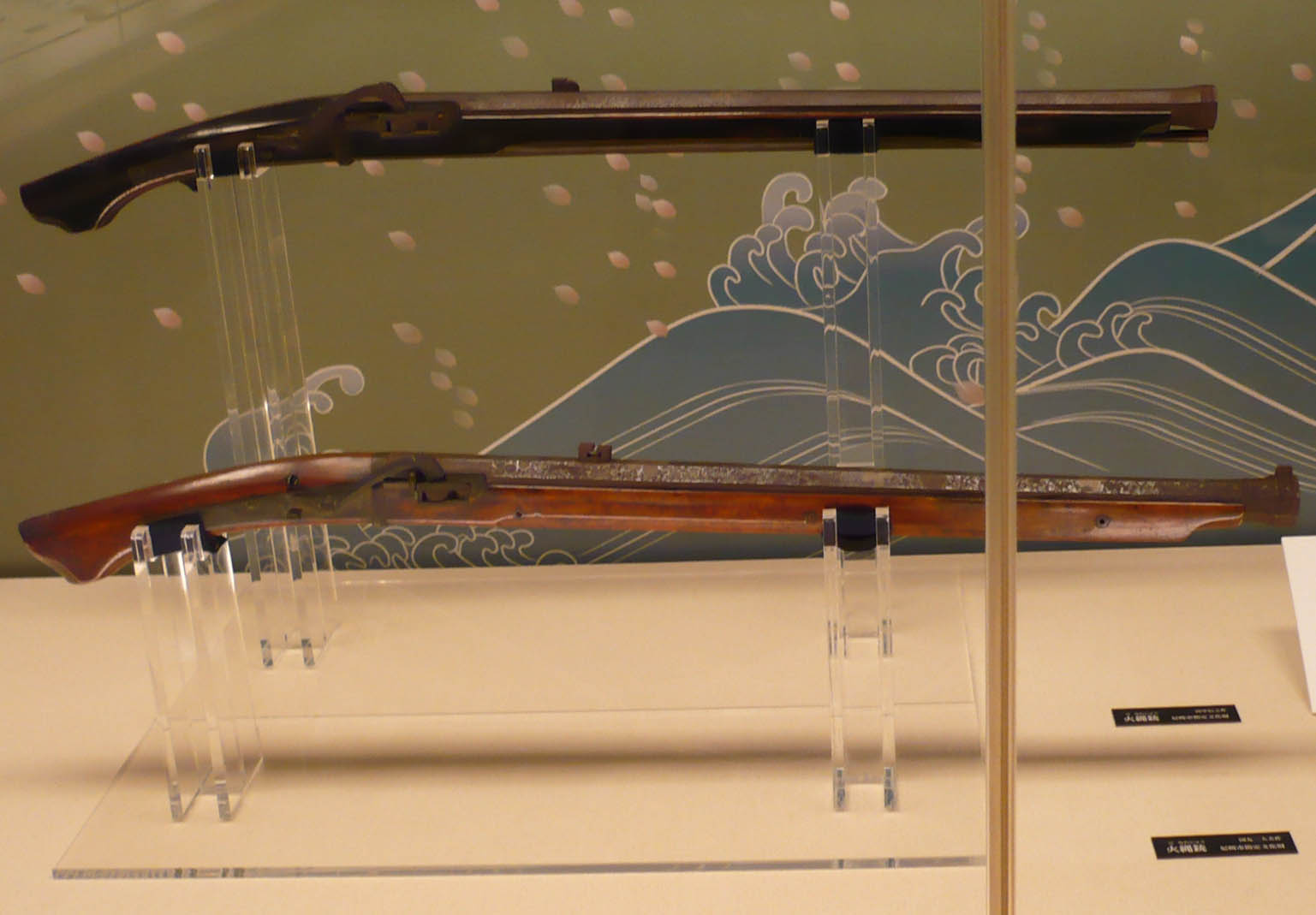
火縄銃

山城は、敵方が下から上に登ってくることを想定し、曲輪も上下に配している連郭式が主であったが、黒井城は山頂部分から同心円状に曲輪を配し輪郭式へ変化し、曲輪同士の連携が可能になり横方向の防御能力が発揮する仕組みとなっている。
これは鉄砲の出現と関係し、拠点防御から面での防御に変化していく戦国末期の山城の特色をよくあらわしていると指摘している。
出砦 → 山麓曲輪 → 山頂部とどの方向からの攻撃に対しても三段構えの防御施設があるのが黒井城の特徴である。
黒井城は山頂部と出砦を結ぶと広範囲の城域になる。これは明智光秀から二度による攻撃があり、城下町全体を防御する惣構え的な機能の必要があったと思われている。

## 城跡へのアクセス
- 電車でのアクセス

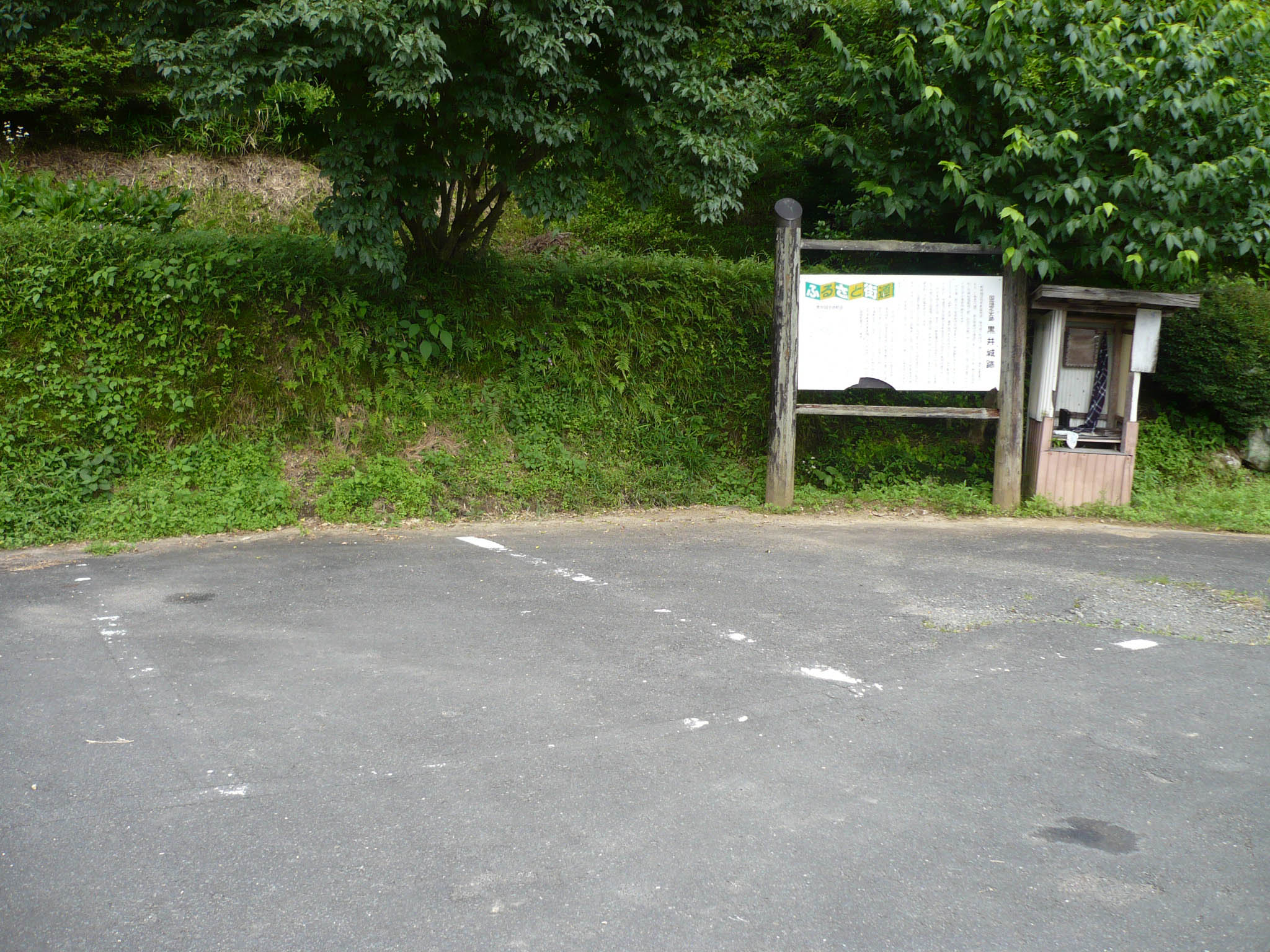
黒井城跡（猪ノ口山登山口）の駐車場

  - 西日本旅客鉄道（JR西日本）福知山線「黒井駅」から登山口まで：徒歩約15分[6]
- 車でのアクセス
  - 舞鶴若狭自動車道「春日IC」から国道175号/国道176号(重複区間)を経由し、登山口駐車場まで：車で約5分
- 登山口より
  - 主曲輪部分(山頂)まで：徒歩約20～50分[6]
  - ※猪ノ口山登山口に無料駐車場あり(中型・大型バスの利用不可[6])
  - ※登山口から興禅寺(黒井城の下館)まで：徒歩約3分